# Si giáng thứ
Si giáng thứ là một âm giai thứ dựa trên nốt B♭, bao gồm các cao độ B ♭, C, D ♭, E ♭, F, G ♭ và A ♭. Hóa biểu chính của nó có năm dấu giáng. Cặp giọng song song của nó là Rê giáng tưởng và cặp giọng cùng tên là Si giáng trưởng. Trùng âm tương đương của Si giáng thứ là La thăng thứ chứa tới bảy dấu thăng, nhưng thường không được sử dụng và phổ biến như Si giáng thứ.
Gam Si giáng thứ tự nhiên gồm có:
Audio playback is not supported in your browser. You can download the audio file.
Gam Si giáng thứ hòa thanh gồm có:
Audio playback is not supported in your browser. You can download the audio file.
Gam Si giáng thứ giai điệu gồm có:
Audio playback is not supported in your browser. You can download the audio file.

## Đặc trưng
Theo truyền thống, giọng Si giáng thứ thường được cho là một giọng mang tính chất u tối. Những bản độc tấu oboe quan trọng trong phần giọng này được thể hiện bởi dàn nhạc bao gồm chương thứ hai của Bản giao hưởng số 4 của Tchaikovsky đã miêu tả lại cảm giác mà "chỉ có được khi chỉ ở một mình" trong câu văn của Tchaikovsky. Tác phẩm Concerto cho Piano số 1 của ông cũng thuộc cung Si giáng thứ. Bản giao hưởng An Alpine của Richard Strauss cũng bắt đầu với giọng Si giáng thứ.
Những chiếc kèn không có van cũ hầu như không thể chơi được ở giọng Si giáng thứ. Ví dụ bản nhạc duy nhất được tìm thấy trong âm nhạc thế kỷ 18 là sự chuyển đoạn xuất hiện trong nhịp minuet của chương đầu tiên của Concertino cung Rê tưởng, Op. 80 của Franz Krommer.
Samuel Barber viết Adagio cho dàn nhạc dây cũng ở giọng Si giáng thứ.

## Các tác phẩm cổ điển đáng chú ý
- Samuel Barber
  - Adagio cho dàn nhạc dây
- Frédéric Chopin
  - Sonata cho duơng cầm số 2 (Chopin)[3]
  - Nocturnes, Op. 9 (Chopin)[4]
  - Scherzo số 2[5]
  - Prelude Op. 28, số 16 "Hades"[6]
  - Mazurka Op. 24, số 4
- Charles-Valentin Alkan
  - Prelude Op. 31, số 12 (Le temps qui n'est plus)
  - Giao hưởng cho piano độc tấu, chương 3: Menuet
- Dmitri Shostakovich
  - Giao hưởng số 13 "Babi Yar"
  - Tứ tấu dây số 13 13
- Pyotr Ilyich Tchaikovsky
  - Concerto cho piano số 1[7]
  - Marche slave
- William Walton
  - Giao hưởng số. 1
- Sergei Rachmaninoff
  - Sonata cho dương cầm số 2, Op. 36